# Gérard Krawczyk
Pour les articles homonymes, voir Krawczyk.
Gérard Krawczyk, né le 17 mai 1953 à Paris, est un photographe, réalisateur, acteur et scénariste de cinéma français.

## Biographie

### Formation et révélation critique
Après une maîtrise d'économie et de gestion publique à l'université Paris-Dauphine, Gérard Krawczyk effectue sa formation à l'IDHEC, section réalisation et prise de vues. Il y réalise de courtes comédies qu'il montre dans les festivals naissants. Son film de fin d'étude The Subtle Concept (1981), puis ses deux courts métrages suivants Toro Moreno (1983) et Homicide by Night (1984) sont bien accueillis, primés dans des festivals internationaux et nommés aux Césars. Il réalise des prises de vues de divers artistes, notamment Francis Lalanne, pour qui il réalise les prises de vue des premières pochettes d'album et de singles (Album Rentre chez toi et singles "La maison du bonheur/J'ai de la boue au fond du cœur" et "Rentre chez toi/Vl'a huit heures")
Pour son premier long métrage, Je hais les acteurs (1986), il adapte le roman éponyme de Ben Hecht et rend hommage au cinéma américain des années 1940 dans une comédie filmée en noir et blanc, où il dirige une pléiade de comédiens : Jean Poiret, Bernard Blier, Michel Galabru, Michel Blanc, Pauline Lafont, Dominique Lavanant, Guy Marchand, Jean-François Stévenin, avec une apparition de Gérard Depardieu. Le film est nommé au César de la meilleure première œuvre et obtient le Prix Michel Audiard au Festival de Deauville.

### Progression dans un registre dramatique (années 1990)
Il enchaîne avec un drame intimiste, âpre et sensuel, coécrit avec Jean-Paul Lilienfeld d'après un roman de Pierre Pelot, L'Été en pente douce (1987) interprété par Jean-Pierre Bacri, Jacques Villeret, et à nouveau Pauline Lafont et Guy Marchand.
Un producteur lui fait signer un contrat de trois films en exclusivité. Gérard Krawczyk écrit trois scénarios dont une adaptation de La Petite Marchande de prose de Daniel Pennac, qui obtient l'avance sur recettes. À chaque projet, le producteur recule, tout en l'empêchant de partir lorsque Jean-Pierre Bacri l'appelle pour l'adaptation au cinéma de la pièce Cuisine et Dépendances. Néanmoins, pendant cette période Gérard Krawczyk écrit un scénario de téléfilm réalisé par Sylvain Madigan, Strangers dans la nuit (1991), tourne un téléfilm, Le Prix d'une femme (1993), et un reportage pour Envoyé spécial, Nabil le coursier (1994) (une des rares fois où il n'y a pas de voix-off) ainsi que de nombreuses publicités.
Libéré de son contrat, Gérard Krawczyk s'inspire du roman Play back de Didier Daeninckx pour Héroïnes (1996), projet produit par Gaumont et dont le coscénariste est cette fois Alain Layrac. Le réalisateur découvre sur maquette la chanteuse Maïdi Roth et donne le rôle à Virginie Ledoyen qui interprète une jeune fille propulsée trop vite au rang de célébrité.

### Confirmation commerciale (années 2000)
L'année suivante, Gérard Krawczyk est appelé pour remplacer Gérard Pirès qui est hospitalisé. Gérard Krawczyk intervient sur le premier mois de tournage de Taxi (1998). Il se voit ensuite confier par Luc Besson la direction de la seconde équipe de Jeanne d'Arc (1999). Il réalise peu après Taxi 2 (2000), dont la fréquentation dépasse le premier volet avec presque 11 millions de spectateurs.
Puis, il réalise une comédie policière, Wasabi (2001) écrite par Luc Besson et tournée au Japon avec Jean Reno, Michel Muller, Carole Bouquet et l'idole des adolescents japonais, Ryoko Hirosue.
Avec la réalisation de Taxi 3 (2003), il atteint le deuxième rang au box-office de l'année juste derrière Le Monde de Nemo. La même année, il réalise Fanfan la Tulipe (2003) coécrit par Luc Besson et Jean Cosmos, avec Vincent Pérez et Penélope Cruz, film à grand spectacle qui fait l'ouverture hors compétition du 56e festival de Cannes.
Gérard Krawczyk revient ensuite à un projet plus intimiste La vie est à nous ! (2005), qu'il écrit d'après le roman L'Eau des fleurs de Jean-Marie Gourio, et dans lequel les personnages sont incarnés par Sylvie Testud, Josiane Balasko, Catherine Hiegel, Éric Cantona et Michel Muller. En 2006, Gérard Krawczyk est président du jury du Festival international des Très Courts.

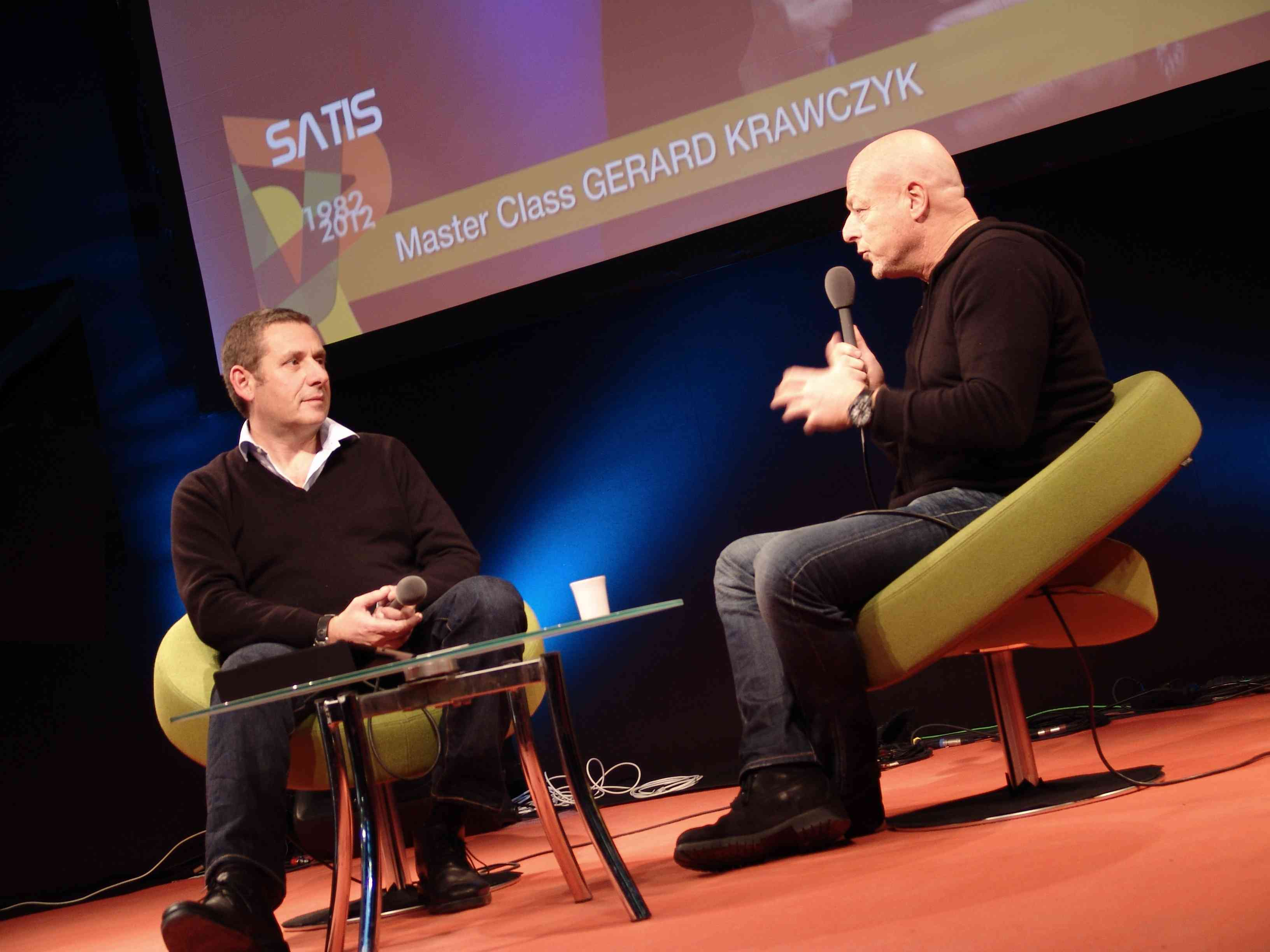
Gérard Krawczyk donne une Masterclass au SATIS 2012, salon professionnel de la production audiovisuelle.

Devant les demandes réitérées auprès de l'auteur-producteur Luc Besson de spectateurs réclamant une suite de Taxi, Gérard Krawczyk réalise Taxi 4 (2007). Il est alors, au box-office des recettes en France des dix dernières années par réalisateur, juste derrière Peter Jackson et Steven Spielberg.
Dans la foulée, Gérard Krawczyk réalise son dixième film, L'Auberge rouge (2007), coécrit par Christian Clavier et Michel Delgado, qui souhaitaient offrir un remake du film d'Autant-Lara délibérément comique. On y trouve réunis des comédiens confirmés, tels Gérard Jugnot et Josiane Balasko, et des nouveaux venus, comme François-Xavier Demaison, Jean-Baptiste Maunier et Anne Girouard. Lui-même apparaît comme patron de bar dans le film de Josiane Balasko Cliente (2007).
En 2014, il revient à la réalisation pour mettre en scène les deux derniers épisodes de la série télévisée Taxi Brooklyn, co-production internationale inspirée de la série cinématographique française.
En novembre 2019, il est président du jury du Festival du cinéma russe à Honfleur.

## Filmographie

### Réalisateur

#### Courts métrages
- 1980 : Le concept subtil
- 1981 : Toro Moreno
- 1984 : Homicide by night

#### Longs métrages
- 1986 : Je hais les acteurs
- 1987 : L'Été en pente douce
- 1997 : Héroïnes
- 2000 : Taxi 2
- 2001 : Wasabi
- 2003 : Taxi 3
- 2003 : Fanfan la Tulipe
- 2005 : La vie est à nous !
- 2007 : Taxi 4
- 2007 : L'Auberge rouge

#### Télévision
- 1993 : Le prix d'une femme
- 2014 : Taxi Brooklyn (série télévisée, épisodes 11 et 12)

#### Documentaire
- 2015 : Marseille !, documentaire diffusé sur France 3, le vendredi 4 septembre 2015 à 23h20.

### Assistant réalisateur
- 1981 : Si ma gueule vous plaît de Michel Caputo

### Acteur
- 1981 : Si ma gueule vous plaît... de Michel Caputo avec Valérie Mairesse, Bernadette Lafont
- 1987 : Papillon du vertige de Jean-Yves Carrée (devenu Jean-Yves Carrée Le Besque)
- 1987 : Cinématon #925 de Gérard Courant
- 1990 : Deux flics à Belleville, téléfilm de Sylvain Madigan - Babacool
- 1996 : XY de Jean-Paul Lilienfeld avec Clémentine Célarié, Patrick Braoudé  - L'homme spermogramme #2
- 1996 : Amour et Confusions de Patrick Braoudé avec Patrick Braoudé, Kristin Scott Thomas
- 1997 : Héroïnes de Gérard Krawczyk avec Virginie Ledoyen, Maidi Roth
- 1999 : Jeanne d'Arc de Luc Besson avec Milla Jovovich, Dustin Hoffman : un pair de l'Église au couronnement
- 2003 : Taxi 3 de Gérard Krawczyk avec Bernard Farcy, Frédéric Diefental et Samy Nacery - Le Gendarme de la camionnette
- 2008 : Cliente de Josiane Balasko avec Nathalie Baye, Isabelle Carré, Éric Caravaca, Josiane Balasko
- 2017 : Valérian et la Cité des mille planètes de Luc Besson : Le capitaine qui accueille les Martapuraïs à bord de la station alpha

### Scénariste
- 1986 : Je hais les acteurs de Gérard Krawczyk avec Michel Galabru, Pauline Lafont
- 1987 : L'Été en pente douce de Gérard Krawczyk avec Jacques Villeret, Jean-Pierre Bacri, Pauline Lafont
- 1997 : Héroïnes de Gérard Krawczyk avec Virginie Ledoyen, Maidi Roth

## Résultat au Box-office
| Film                 | Année    | Box-Office France  |
| Je hais les acteurs  | 1986     | 414 153 entrées    |
| L'Été en pente douce | 1987     | 785 791 entrées    |
| Héroïnes             | 1997     | 59 956 entrées     |
| Taxi 2               | 2000     | 10 345 901 entrées |
| Wasabi               | 2001     | 1 279 352 entrées  |
| Fanfan la Tulipe     | 2003     | 1 249 692 entrées  |
| Taxi 3               | 2003     | 6 151 691 entrées  |
| La vie est à nous !  | 2005     | 49 071 entrées     |
| Taxi 4               | 2007     | 4 562 928 entrées  |
| L'Auberge rouge      | 2007     | 799 355 entrées    |
| Total                | -------- | 25 697 890 entrées |